# 1990년 5월
| 1990년: 1월 · 2월 · 3월 · 4월 · 5월 · 6월 · 7월 · 8월 · 9월 · 10월 · 11월 · 12월 |

| <          | 1990년 5월 | 1990년 5월 | 1990년 5월 | 1990년 5월  | 1990년 5월 | >          |
| 일         | 월         | 화         | 수         | 목          | 금         | 토         |
|            |            | 1 4.7 병인 | 2 8 정묘   | 3 9 무진    | 4 10 기사  | 5 11 경오  |
| 6 12 신미  | 7 13 임신  | 8 14 계유  | 9 15 갑술  | 10 16 을해  | 11 17 병자 | 12 18 정축 |
| 13 19 무인 | 14 20 기묘 | 15 21 경진 | 16 22 신사 | 17 23 임오  | 18 24 계미 | 19 25 갑신 |
| 20 26 을유 | 21 27 병술 | 22 28 정해 | 23 29 무자 | 24 5.1 기축 | 25 2 경인  | 26 3 신묘  |
| 27 4 임진  | 28 5 계사  | 29 6 갑오  | 30 7 을미  | 31 8 병신   |            |            |

| 편집하기 |

## 1990년5월 22일
- 예멘의 통일, 북예멘과 남예멘이 하나의 예멘으로 통일되다.